# Sniježnica (geomorfologija)
Sniježnica (ledenica) je vrsta krških jama u gorskim predjelima u koje se tijekom zime zbog nanosa vjetrom nagomilava snijeg. Zbog slabe cirkulacije zraka zadržava se tijekom cijele godine. Kroz povijest bile su izvor pitke vode stočarima na planinama uz Jadransko more, te izvor leda za potrebe ugostitelja uz obalu koji su dobavljali ledari. Najpoznatiji su bili ledari iz Makarske koji su led donosili na magarcima s Biokova.

## Vanjske poveznice
- Ledenice na Biokovu: Jarova rupa HPD Sveti Jure (objavljeno 7. ožujka 2013., pristupljeno 28. prosinca 2016.)
- Speleolozi otkrili 10 novih jama kod Rijeke: Lepuška ledenica krcata vječnim ledom Novi list (objavljeno 2. srpnja 2012., pristupljeno 28. prosinca 2016.)